# 몰디브의 국장

몰디브의 국장

몰디브의 국장은 몰디브를 상징하는 국장으로, 국장 가운데에는 야자나무가 그려져 있다.
야자나무 아래에는 이슬람교의 상징인 노란색 초승달과 별이 그려져 있으며, 국장 양쪽에는 엇갈린 채로 게양되어 있는 두 개의 몰디브의 국기가 그려져 있다.
국장 아래쪽에 있는 두루마리에는 "몰디브국"("الدولة المحلديبية‎", "Ad-Dawlat Al-Mahaldheebiyya")이라는 문구가 아랍어로 쓰여져 있다.